# 커리 페이스트
커리 페이스트(영어: curry paste)는 여러 가지 향신료와 향신채를 빻아 만든 양념 페이스트이다. 커리를 만드는 데 쓴다. 남아시아식 커리를 만들 때 주로 여러 가지 가루 조미료와 가루 향신료 및 다지거나 썬 향신채를 쓰는 데 비해, 태국식 커리인 깽이나 캄보디아식 커리인 끄르엉 등 동남아시아식 커리를 만들 때는 향신채와 여러 가지 향신료를 먼저 막자사발이나 절구에 넣고 빻거나 짓이겨 페이스트로 만드는 경우가 많다.

## 사진 갤러리

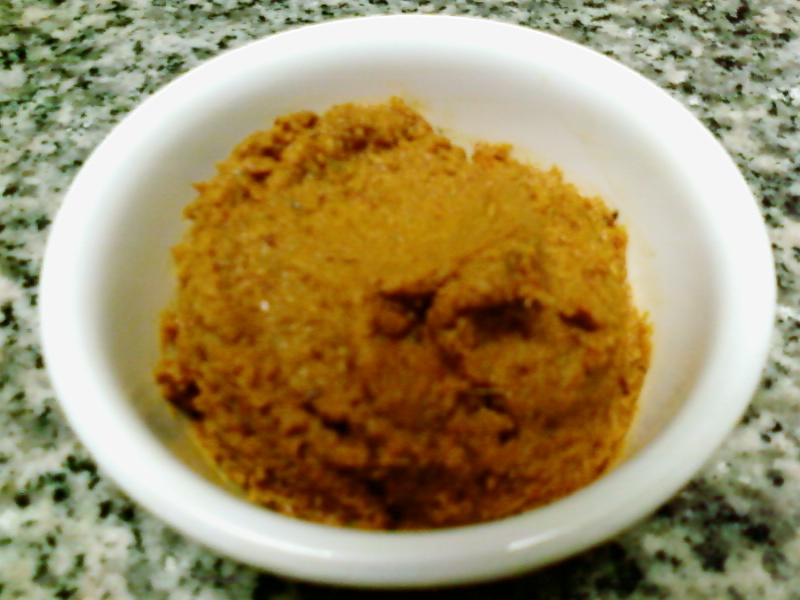
끄르엉(캄보디아식 커리) 페이스트
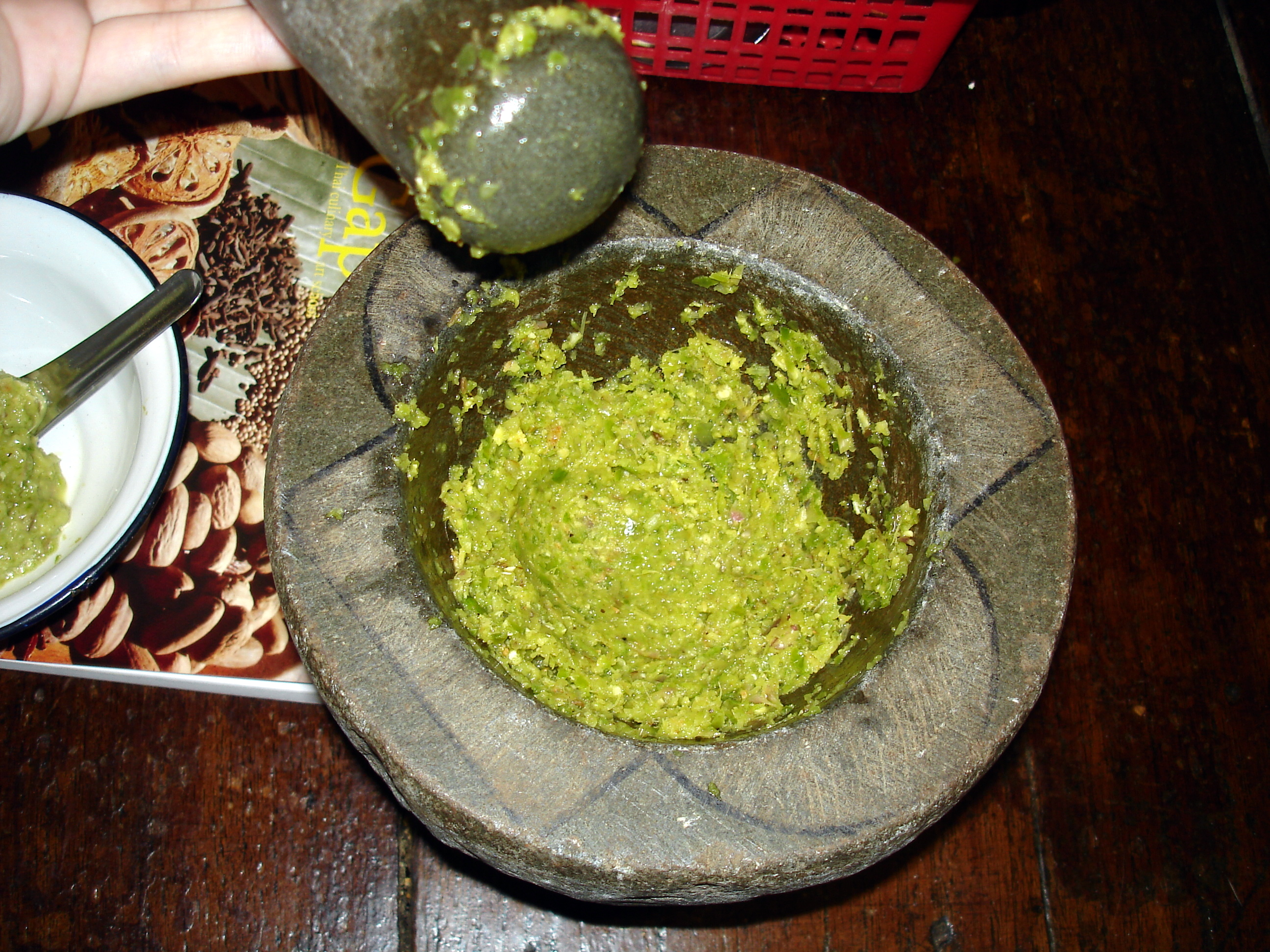
막자사발에 담긴 깽 키아오 완(태국식 그린 커리) 페이스트
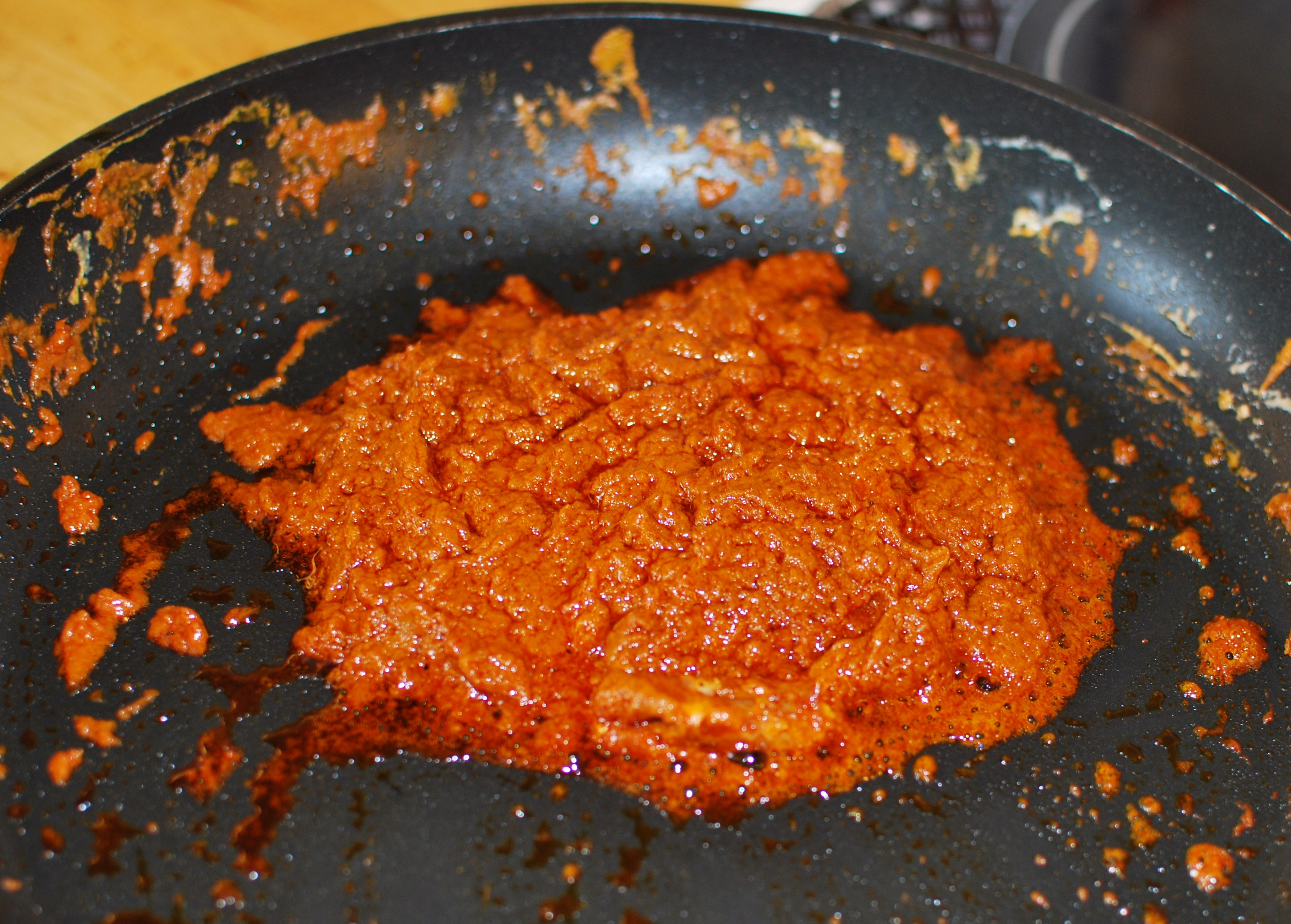
깽 펫(태국식 레드 커리) 페이스트 볶기
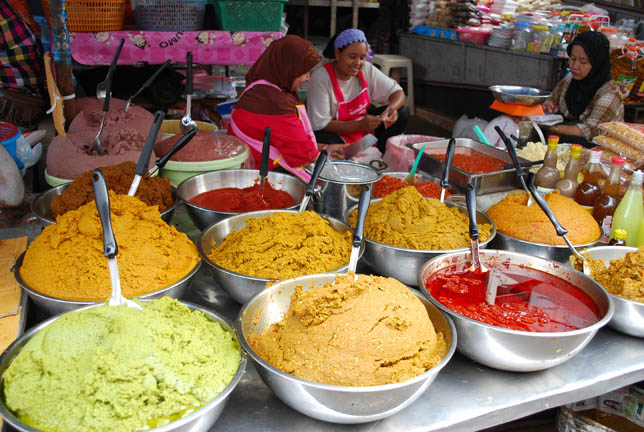
시장에서 파는 여러 가지 깽(태국식 커리) 페이스트
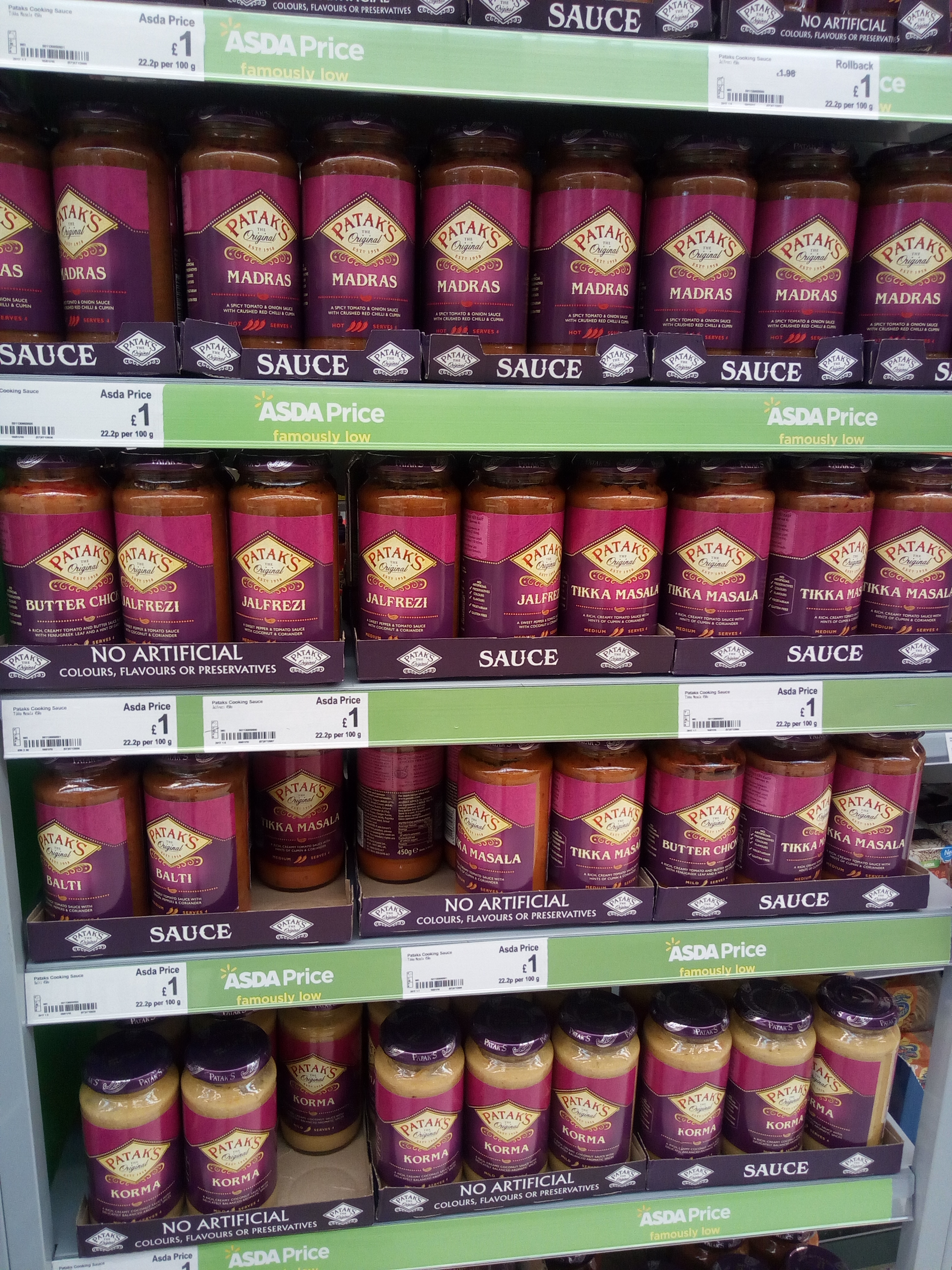
마트에서 파는 커리 페이스트 통조림

## 같이 보기
- 커리가루